# Бермудо III
Бермудо III Молодий (*Bermudo III el Mozo, бл. 1017 —4 вересня 1037) — король Леону у 1028—1037 роках.

## Життєпис
Походив з Астур-Леону. Син Альфонсо V, короля Леону, та Ельвіри Менендес. У 1028 році після смерті батька успадкував трон. У 1029 році вступив у конфлікт з королівством Наварра щодо контролю над графством Кастилія після вбивства графа Гарсії II, нареченого Санчи, сестри Бермудо III. Тимчасово конфлікт було залагоджено завдяки шлюбу Санчи з Фернандо, сином Санчо III Наваррського.
Незабаром Наварра захопила Кастилію. У 1032 році досягши повноліття Бермудо III розпочав боротьбу за повернення під свій контроль Кастилії, але не досяг суттєвого успіху.
У 1034 році Санчо III захопив прикордонні області Кастилії між річками Сеа і Пісуерга. Потім він напав на Бермудо III і вигнав його з Леона до Галісії. Після смерті Санчо III у 1035 році Бермудо III повернувся до Леону і почав війну проти Фернандо I й його брата Гарсії Памплонского.
4 вересня 1037 року на річці Карріона в Тамарській долині відбулася вирішальна битва, в якій Бермудо III з юнацькою відвагою кинувся вперед і був убитий ударом спису. З ним припинилася чоловіча лінія династії. Фернандо I, як чоловік Санчи Леонської об'єднав під своєю владою два королівства.

## Родина
Дружина — Хімена, донька Санчо III, короля Наварри.
Діти:
- Альфонсо (1030)